# Сак, Юрий Николаевич
Ю́рий Никола́евич Сак (укр. Юрій Миколайович Сак; род. 3 января 1967, Запорожье) — советский и украинский футболист, полузащитник и защитник. Выступал за сборную Украины.

## Карьера

### Клубная карьера
Играть начал в ДЮСШ (Запорожье) в 1979 г. Первый тренер — Владимир Олейник.
- В Высшей лиге чемпионата СССР провёл 26 матчей, забил 7 голов.
- В Высшей лиге Украины провёл 188 матчей, забил 18 голов.
- В Кубке Украины 27 матчей, 3 гола.
- В Высшем дивизионе России провёл 30 матчей.
- Участник Кубка Кубков 1992—1993 (4 матча, 2 гола).
- Участник Кубка УЕФА 1995—1996 (4 матча).

#### Достижения
- Серебряный призёр Чемпионата Украины (2): 1994-1995, 1995-1996
- Бронзовый призёр Чемпионата Украины: 1992-1993
- Обладатель Кубка Украины: 1992
- В списках лучших футболистов Украины[укр.]: 1992

### Карьера в сборной
За сборную Украины сыграл 10 матчей, забил 1 гол: 3 июня 1994 года в матче со сборной Болгарии (1:1).
Дебютировал 29 апреля 1992 года в товарищеском матче со сборной Венгрии (1:3). Это был первый матч в истории сборной Украины. Вышел на 56-й минуте заменив Сергея Погодина.
Свой последний матч за сборную Украины провёл 7 сентября 1994 года против сборной Литвы (0:2). Это был матч 4-й группы отборочного турнира X чемпионата Европы (1996) — первый официальный матч сборной Украины. На 8-й минуте выполняя подкат сломал ногу и был заменён Сергеем Ковальцом.
Юрий Сак стал вторым игроком сборной Украины, после Сергея Попова, достигшим рубежа в 10 игр за национальную сборную.
По окончании восстановительного периода после травмы, приглашался в команду при Анатолии Конькове, однако, больше не провёл ни одного матча.
| Матчи в составе сборной Украины по футболу | Матчи в составе сборной Украины по футболу | Матчи в составе сборной Украины по футболу | Матчи в составе сборной Украины по футболу | Матчи в составе сборной Украины по футболу | Матчи в составе сборной Украины по футболу | Матчи в составе сборной Украины по футболу | Матчи в составе сборной Украины по футболу | Матчи в составе сборной Украины по футболу | Матчи в составе сборной Украины по футболу | Матчи в составе сборной Украины по футболу | Матчи в составе сборной Украины по футболу | Матчи в составе сборной Украины по футболу |
| N                                          | №                                          | Дата                                       | Место                                      | Турнир                                     | Соперник                                   | Счёт                                       | Голы                                       | Минуты                                     | Замены                                     | Наказания                                  | Клуб                                       | Примечание                                 |
| ------------------------------------------ | ------------------------------------------ | ------------------------------------------ | ------------------------------------------ | ------------------------------------------ | ------------------------------------------ | ------------------------------------------ | ------------------------------------------ | ------------------------------------------ | ------------------------------------------ | ------------------------------------------ | ------------------------------------------ | ------------------------------------------ |
| 1                                          | 1                                          | 29.04.1992                                 | Украина, Ужгород, «Авангард»               | Товарищеский матч                          | Венгрия                                    | 1 : 3                                      |                                            | 55                                         | 56'                                        |                                            | «Черноморец» (Одесса)                      |                                            |
| 2                                          | 3                                          | 26.08.1992                                 | Венгрия, Ньиредьхаза, «Городской»          | Товарищеский матч                          | Венгрия                                    | 1 : 2                                      |                                            | 3                                          | 88'                                        |                                            | «Черноморец» (Одесса)                      |                                            |
| 3                                          | 4                                          | 28.10.1992                                 | Беларусь, Минск, «Динамо»                  | Товарищеский матч                          | Беларусь                                   | 1 : 1                                      |                                            | 62                                         | 29'                                        | 49'                                        | «Черноморец» (Одесса)                      |                                            |
| 4                                          | 8                                          | 16.10.1993                                 | США, Хай-Пойнт, «Симеон Стэдиум»           | Товарищеский матч                          | США                                        | 2 : 1                                      |                                            | 90                                         |                                            |                                            | «Черноморец» (Одесса)                      |                                            |
| 5                                          | 9                                          | 20.10.1993                                 | Мексика, Сан-Диего, «Джек Мерфи»           | Товарищеский матч                          | Мексика                                    | 1 : 2                                      |                                            | 72                                         | 73'                                        |                                            | «Черноморец» (Одесса)                      |                                            |
| 6                                          | 10                                         | 23.10.1993                                 | США, Бетлехем, «Гудман Стэдиум»            | Товарищеский матч                          | США                                        | 1 : 0                                      |                                            | 90                                         |                                            |                                            | «Черноморец» (Одесса)                      |                                            |
| 7                                          | 12                                         | 25.05.1994                                 | Украина, Киев, «Республиканский»           | Товарищеский матч                          | Беларусь                                   | 3 : 1                                      |                                            | 45                                         | 46'                                        |                                            | «Спартак» (Москва)                         |                                            |
| 8                                          | 13                                         | 03.06.1994                                 | Болгария, София, «Васил Левски»            | Товарищеский матч                          | Болгария                                   | 1 : 1                                      | 55′                                        | 45                                         | 46'                                        |                                            | «Спартак» (Москва)                         |                                            |
| 9                                          | 14                                         | 26.08.1994                                 | Германия, Грассау, «Муниципальный»         | Товарищеский матч                          | ОАЭ                                        | 1 : 1                                      |                                            | 45                                         | 46'                                        |                                            | «Черноморец» (Одесса)                      |                                            |
| 10                                         | 15                                         | 07.09.1994                                 | Украина, Киев, «Республиканский»           | Отборочный турнир чемпионата Европы 1996   | Литва                                      | 0 : 2                                      |                                            | 7                                          | 8'                                         |                                            | «Черноморец» (Одесса)                      |                                            |
| Итого:                                     | Итого:                                     | Итого:                                     | 10 игр; +3 =3 −4; голы 12:14 (−2)          | 10 игр; +3 =3 −4; голы 12:14 (−2)          | 10 игр; +3 =3 −4; голы 12:14 (−2)          | 10 игр; +3 =3 −4; голы 12:14 (−2)          | 1                                          | 514 мин.                                   | 514 мин.                                   |                                            |                                            |                                            |

### Тренерская карьера
По завершении игровой карьеры работал тренером в «Кривбассе» и «Ворскле». В первой половине сезона 2008—2009 был главным тренером в команде «Горняк-Спорт». С 3 января 2009 года входил в тренерский штаб кировоградской «Звезды».
С июля 2010 года был одним из тренеров ФК «Сумы». С 2013 года — в тренерском штабе «Горняка-Спорт».